# PZ Telescopii
PZ Telescopii eller HD 174429,är en dubbelstjärna i mellersta delen av stjärnbilden Kikaren. Den har en högsta skenbar magnitud av ca 8,33 och kräver åtminstone ett mindre teleskop för att kunna observeras. Baserat på parallax enligt Gaia Data Release 2 på ca 21,2 mas, beräknas den befinna sig på ett avstånd på ca 154 ljusår (ca 47 parsek) från solen. Den rör sig närmare solen med en heliocentrisk radialhastighet på ca -4 km/s och är en av de närmaste och därmed ljusaste stjärnorna före huvudserien från jorden.

## Egenskaper

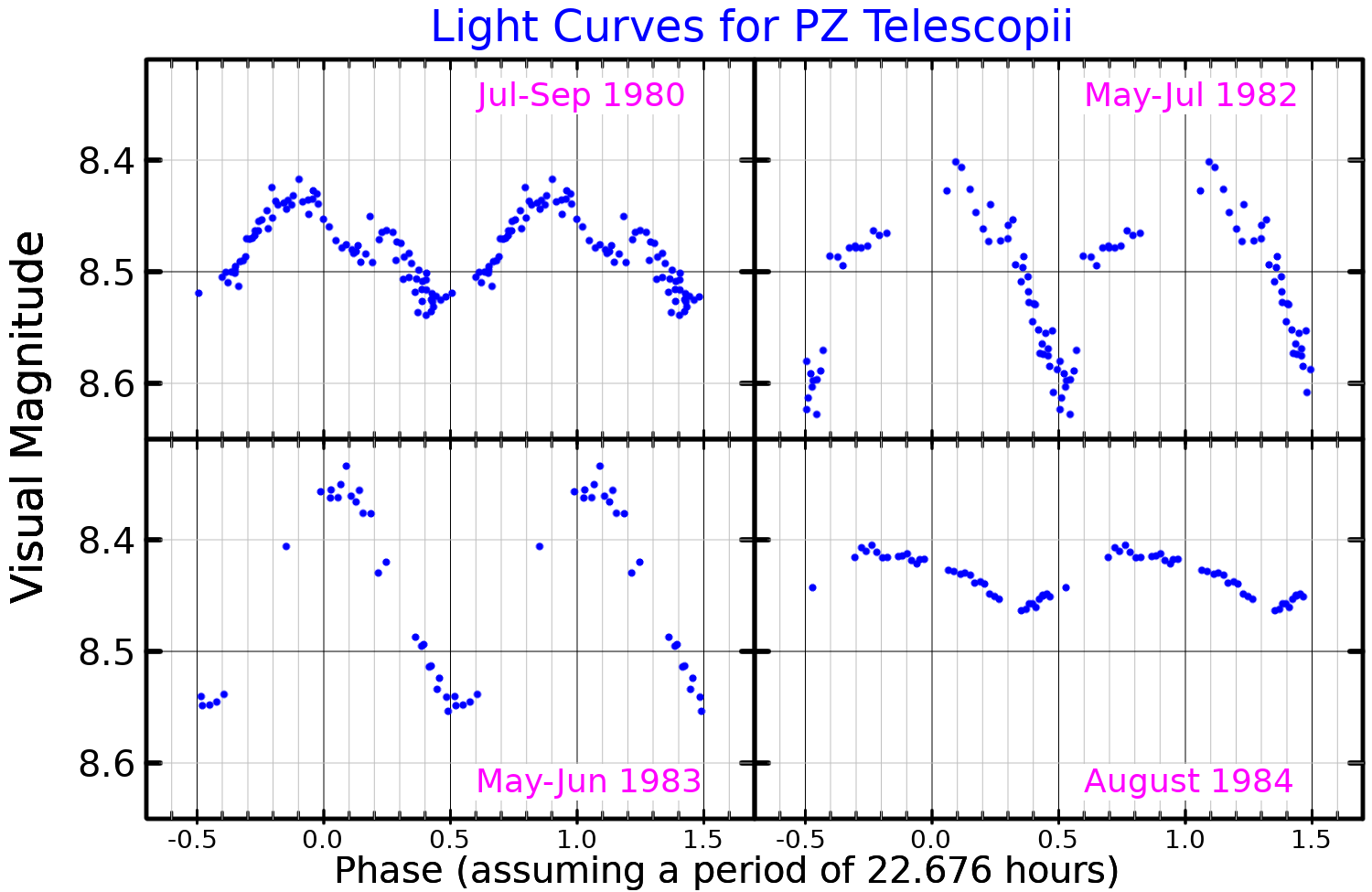
Ljuskurva i synliga bandet för PZ Telescopii plottad från Innis et al. (1990)

Primärstjärnan PZ Telescopii A är en gul till vit underjättestjärna av spektralklass G9 IV och klassificeras som en BY Draconis-variabel som varierar i skenbar visuell magnitud från 8,33 ner till 8,63 med en period av 22,581 timmar (0,94088 dygn). Den har en massa som är ca 1,1 solmassa, en radie som är ca 1,2 solradie och har ungefär samma utstrålning som solen av energi från dess fotosfär vid en effektiv temperatur av ca 5 300 K.
PZ Telescopii A har en omkretsande stoftskiva som beräknas sträcka sig från en radie av 35 till 165 astronomiska enheter (AE), samt en substellär följeslagare med en massa av 36 jupitermassor som kretsar på ett avstånd av 16 AE och är upptäckt 2008. Följeslagaren, för närvarande känd som PZ Telescopii B, tros vara en brun dvärg. Det är dock möjligt (men mycket osannolikt) att den är en extremt stor Jupiterliknande planet, i vilket fall den skulle kallas PZ Telescopii b, och vara den första sådana planeten som avbildats direkt. Preliminära omloppsdata ger en bäst passande omloppsperiod på 622,2 år med en excentricitet på 0,755.